# Gioan Đoàn Trinh Hoan
Gioan Đoàn Trinh Hoan (1798-1861) là một linh mục, được Giáo hội Công giáo Rôma tôn phong Hiển Thánh vào năm 1988.
Ông sinh năm 1798 tại ngôi làng thuộc họ Kim Long, Phú Xuân (nay thuộc phường Kim Long, thành phố Huế, tỉnh Thừa Thiên Huế, thuộc Tổng Giáo phận Huế). Ông được người cậu là linh mục Kiệt nhận làm học trò, nuôi nấng, dạy dỗ, truyền thụ tiếng Latinh rồi được gửi theo học Chủng viện Penang. Sau khi mãn khóa, ông về nước giúp việc Giám mục Taberd Từ trong việc phiên dịch sách báo đạo và được Giám mục Etienne Cuenot Thể truyền chức linh mục năm 1836 tại Sài Gòn.
Đầu năm 1861, nhân dịp lễ Hiển Linh, ông đến xứ Sáo Bùn (Quảng Bình) thăm viếng, khích lệ các giáo hữu, giải tội và giúp họ mừng lễ. Tối ngày 3 tháng 1, quan quân nghe tin báo đến bao vây và truy bắt, ông chạy ra sông nhưng vừa đến bờ sông thì gặp một toán lính. Ông bị giải về Đồng Hới khi đã 63 tuổi.
Rạng sáng ngày 26 tháng 5 năm 1861, dưới thời vua Tự Đức, ông bị áp giải ra pháp trường với án lệnh: "Tội phạm tên Hoan, nghề nghiệp đạo trưởng, truyền bá tà đạo trong dân, bị xử chém đầu".